# Musée-atelier du verre de Trélon
 (juin 2015).
L’atelier-musée du verre à Trélon dans le département du Nord en France présente, dans une ancienne verrerie de 1823, une collection de machines, outils et productions verrières.  Le savoir-faire y est préservé par les démonstrations de soufflages permanents, les ateliers et les résidences de designer.

## Historique

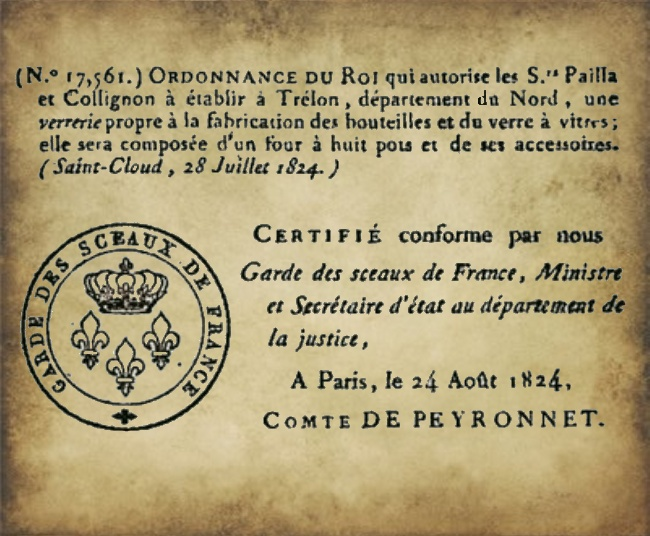
Ordonnance royale autorisant l'ouverture de la Verrerie noire de Trélon

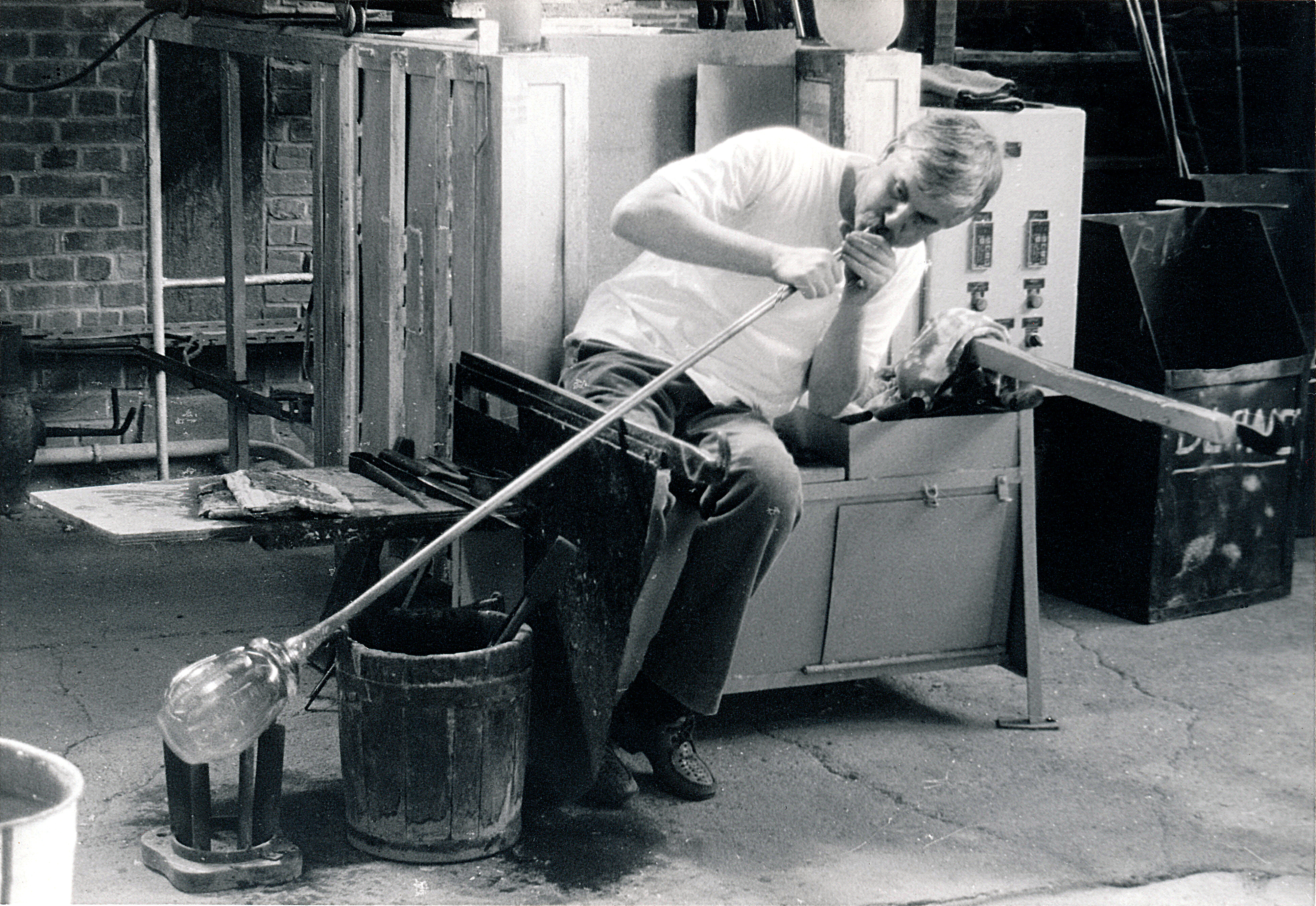
Le maître verrier Werner Garcia au travail dans l'atelier de l'éco-musée.

Pendant la Révolution française, Rigobert Pailla, négociant en vins et spiritueux à Trélon, fait fortune en vendant de l'alcool aux troupes d'occupation. Il rachète en tant que « bien d'émigré » la propriété sise rue Clavon-Collignon (nom actuel) et décide d'entreprendre une industrie verrière. Il ouvre le site dès 1822-1823 et obtient l'autorisation royale en 1824.
Deux verreries subsistent au milieu du XIXe siècle à Trélon : la verrerie gobeleterie H. Godart Desmaret  et la verrerie à bouteilles de champagne Collignon et fils.

## L'atelier-musée du verre
L'atelier-musée du verre s'intéresse à la verrerie noire (industrie du verre soufflé de couleur vert foncé utilisé dans la fabrication des bouteilles fortes) et à la verrerie blanche (flaconnage ou gobeleterie) aux travers des bâtiments, d'outils et de témoignages.
L’ensemble de l’ancienne verrerie Parant est inscrit au titre des monuments historiques par un arrêté du 7 février 2023
le mur d’enceinte sur la rue Clavon-Collignon, la conciergerie (façade et toiture), la maison du directeur (façade et toiture), son aile en retour à l’arrière, et l’ancien bureau des employés (façades et toiture), l’entrepôt ou ancienne halle de 1823, actuel manège (façades et toiture), le logement des chefs de place ou ancienne halle au four de 1838-1839 et magasin aux cendres, actuel gîte bleu (façades et toiture), la forge et menuiserie, ou halle au four de 1854, actuel restaurant (façades et toiture), le soubassement subsistant de l’ancienne poterie, actuel espace détente (délimitation des façades anciennes), les écuries et remises, actuels appartements familiaux (façades et toitures), la cheminée (en totalité), le gazogène (en totalité), le soubassement des cuves à fioul, le transformateur électrique (façades et toiture), les entrepôts à sable et groisil (façades et toiture), le bâtiment de la composition, actuel accueil du musée (en totalité), la grade halle et son soubassement (en totalité, y compris les fours Boëtius et Stein avec leurs installations techniques en sous-sol et, les arches à ferrasse et à tapie, ainsi que la carcaisse), les bâtiments des moules (en totalité), le bâtiment du décor et de l’emballage (en totalité, y compris la sortie de l’arche à tapis, le monte-charge, les arbres de transmission et les tables scellées au sol).

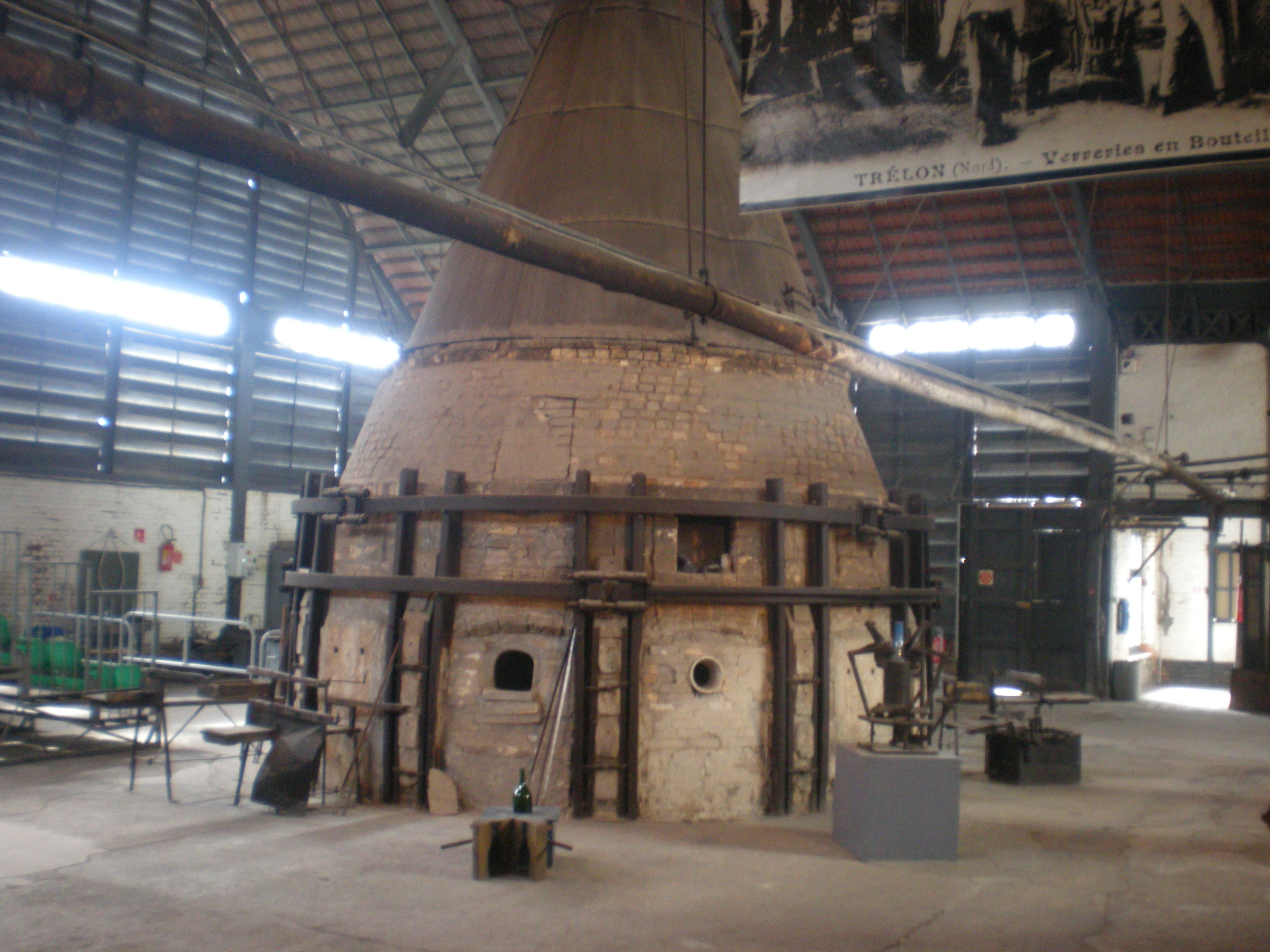
Four Boetius
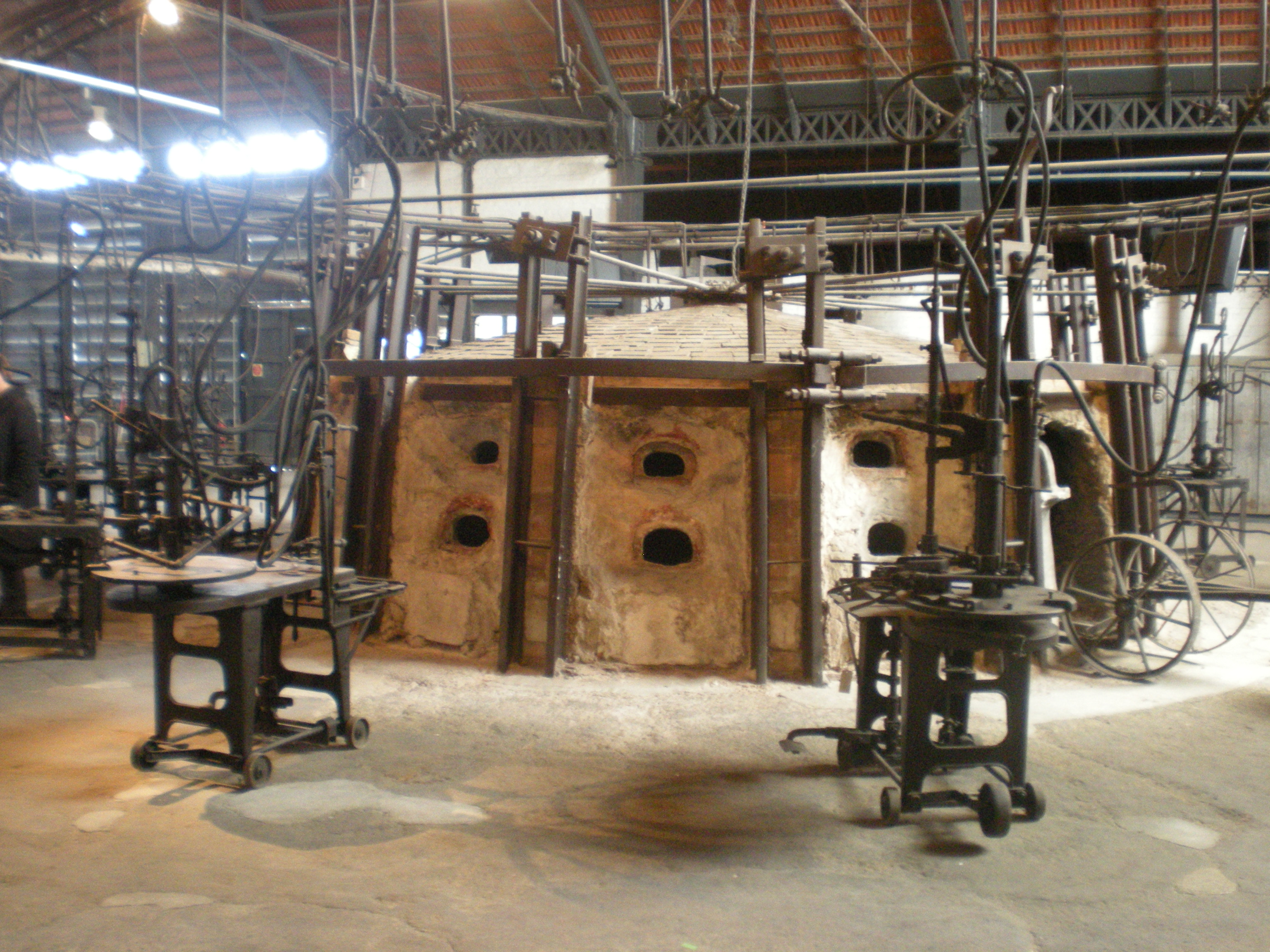
Four Stein
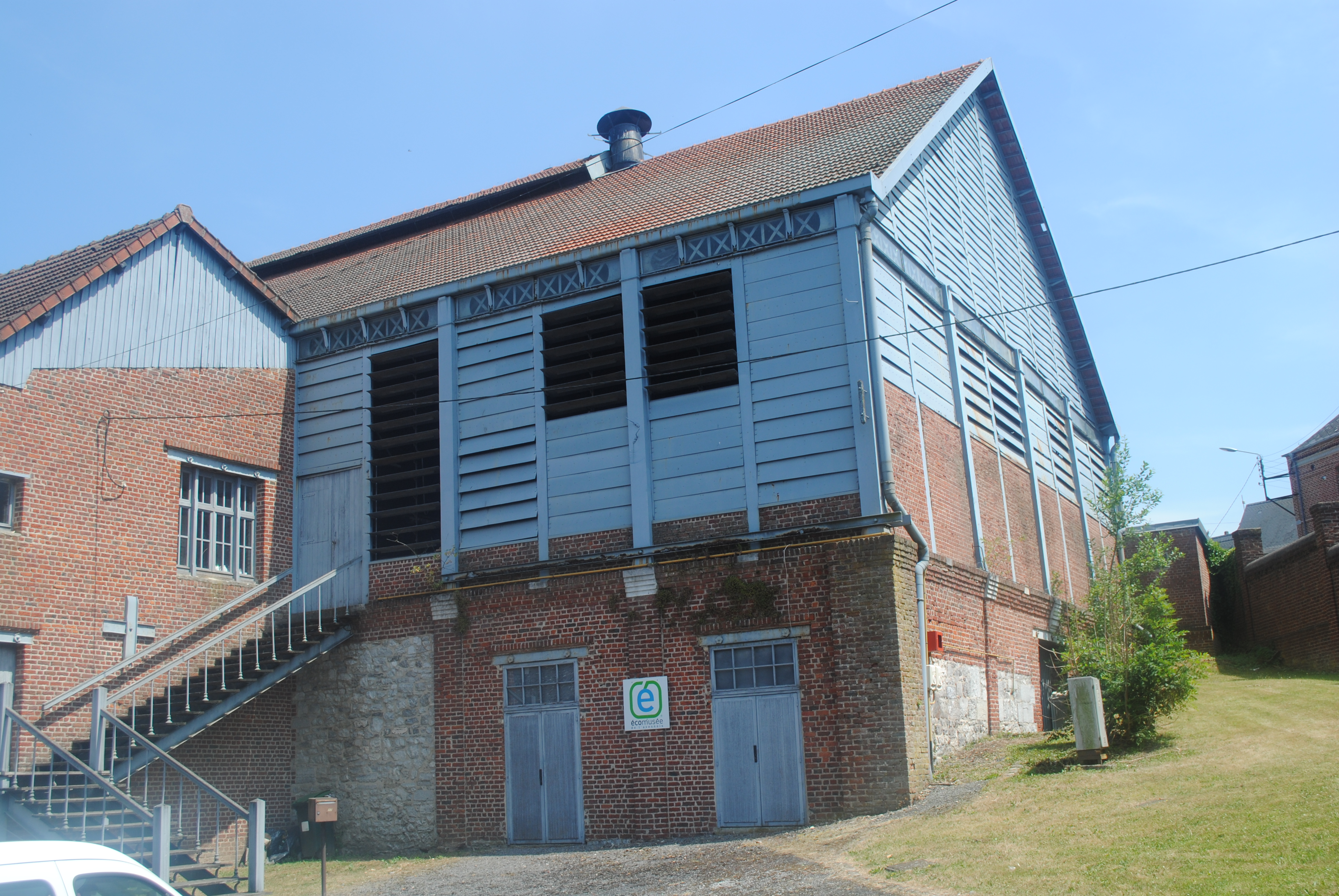
Grande halle
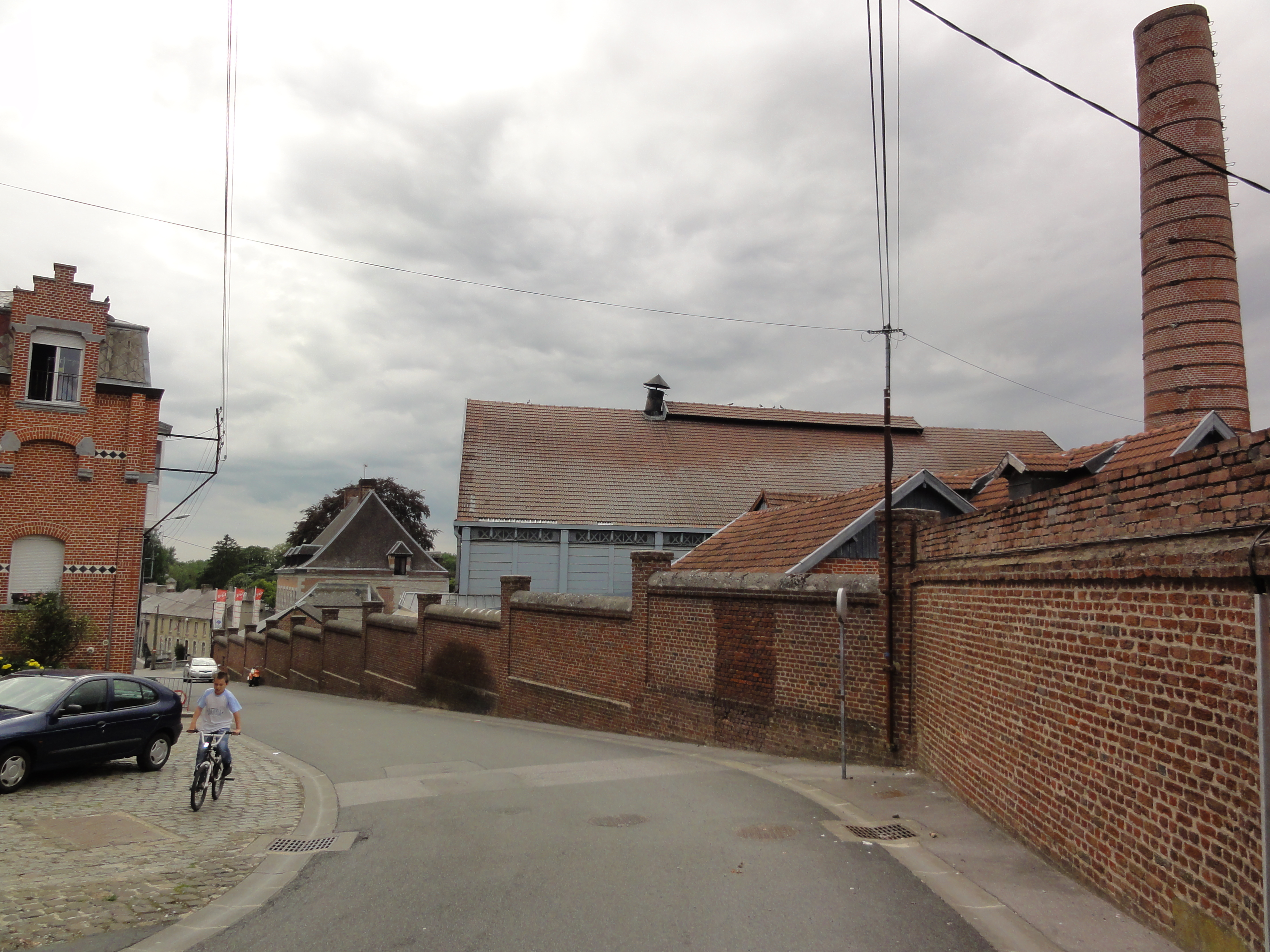
Enceinte

### Démonstration de verre soufflé

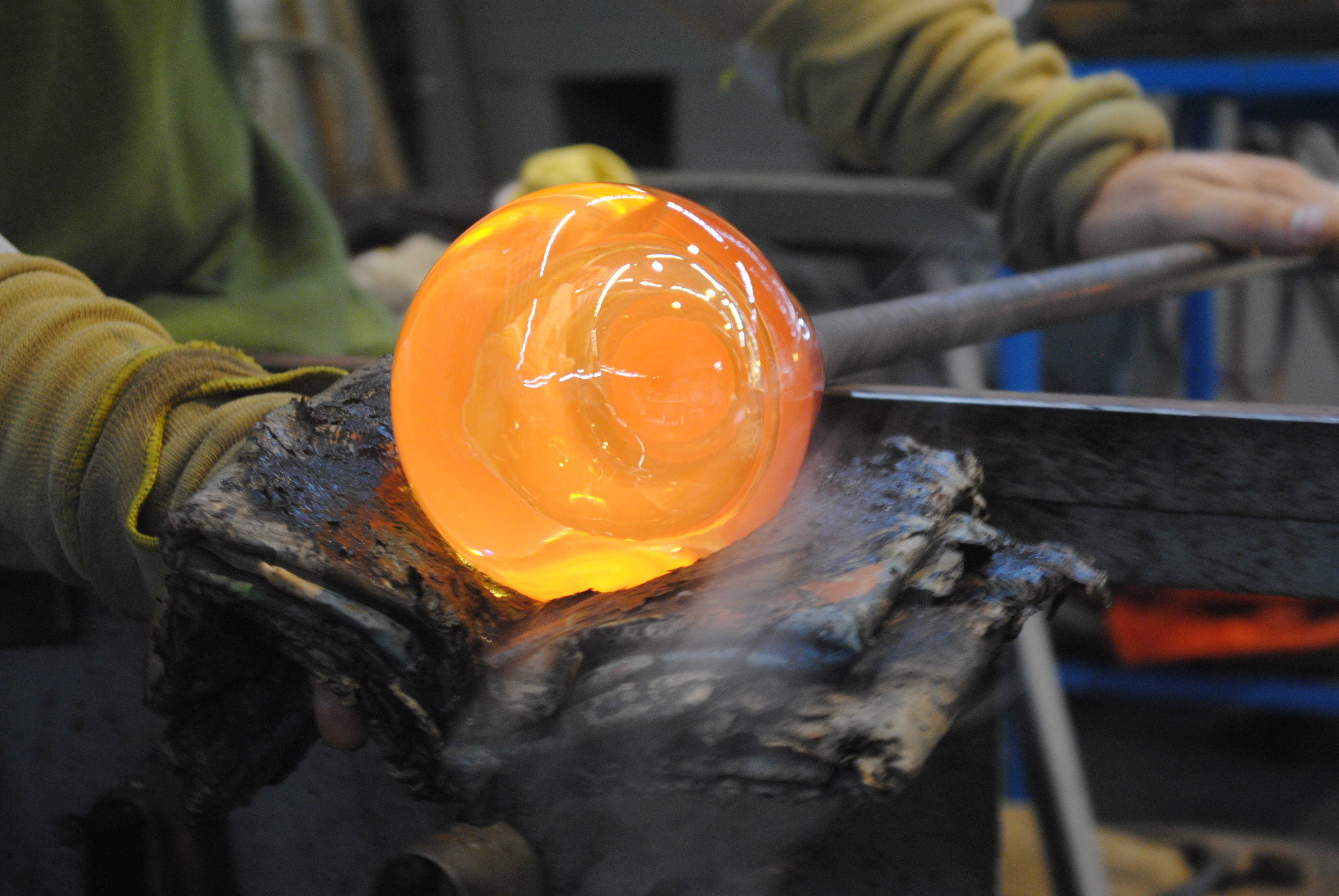
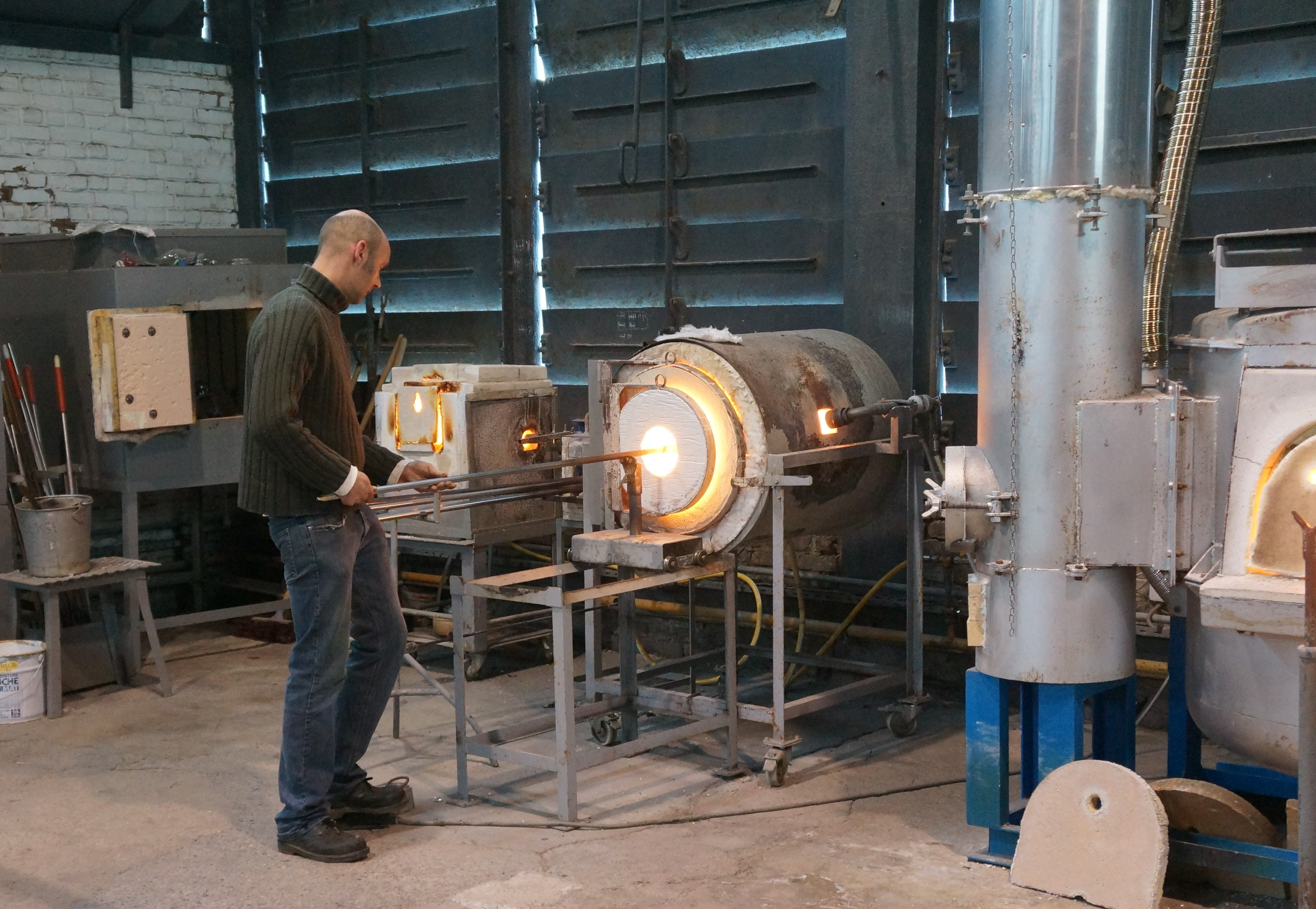
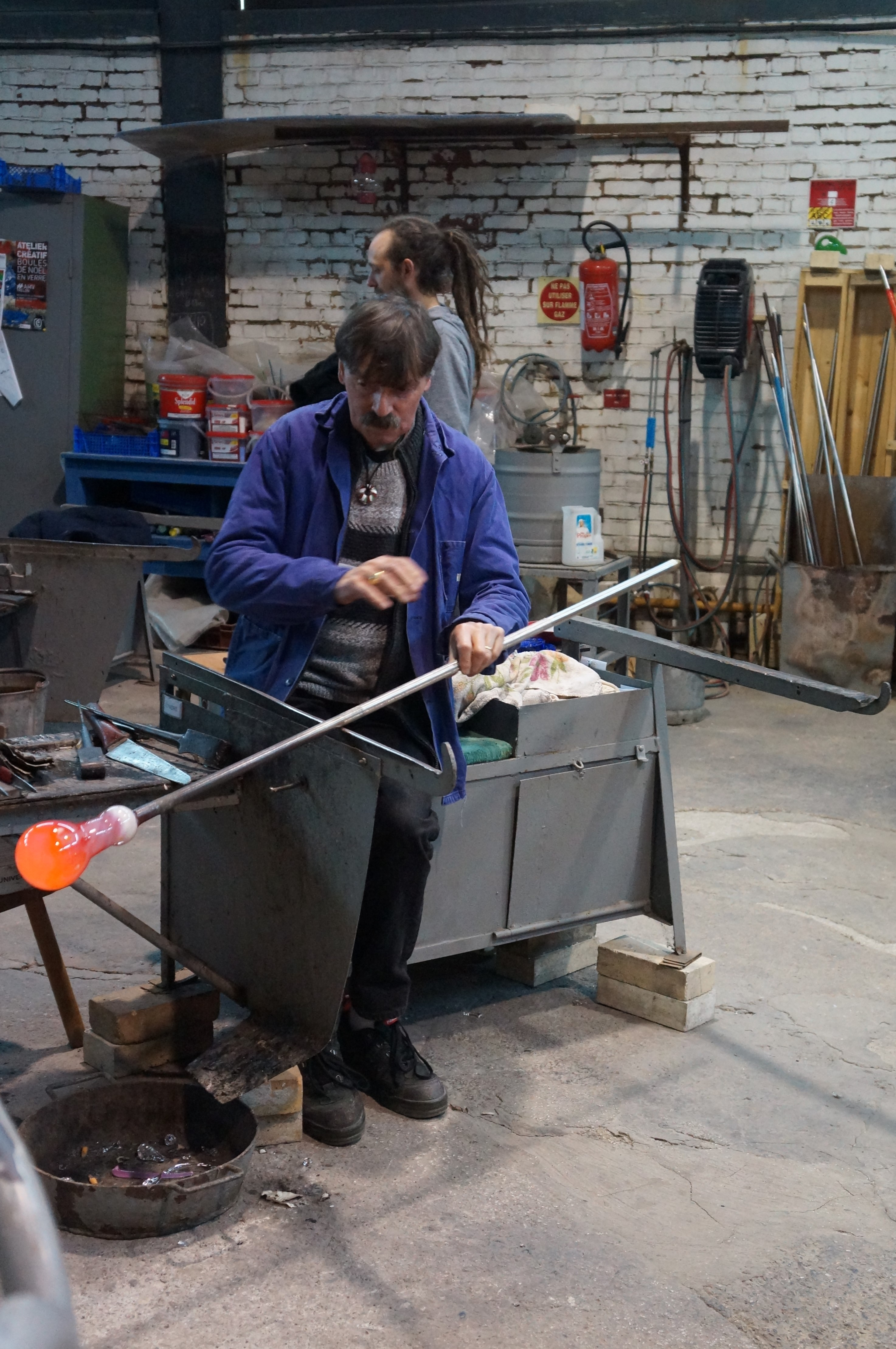
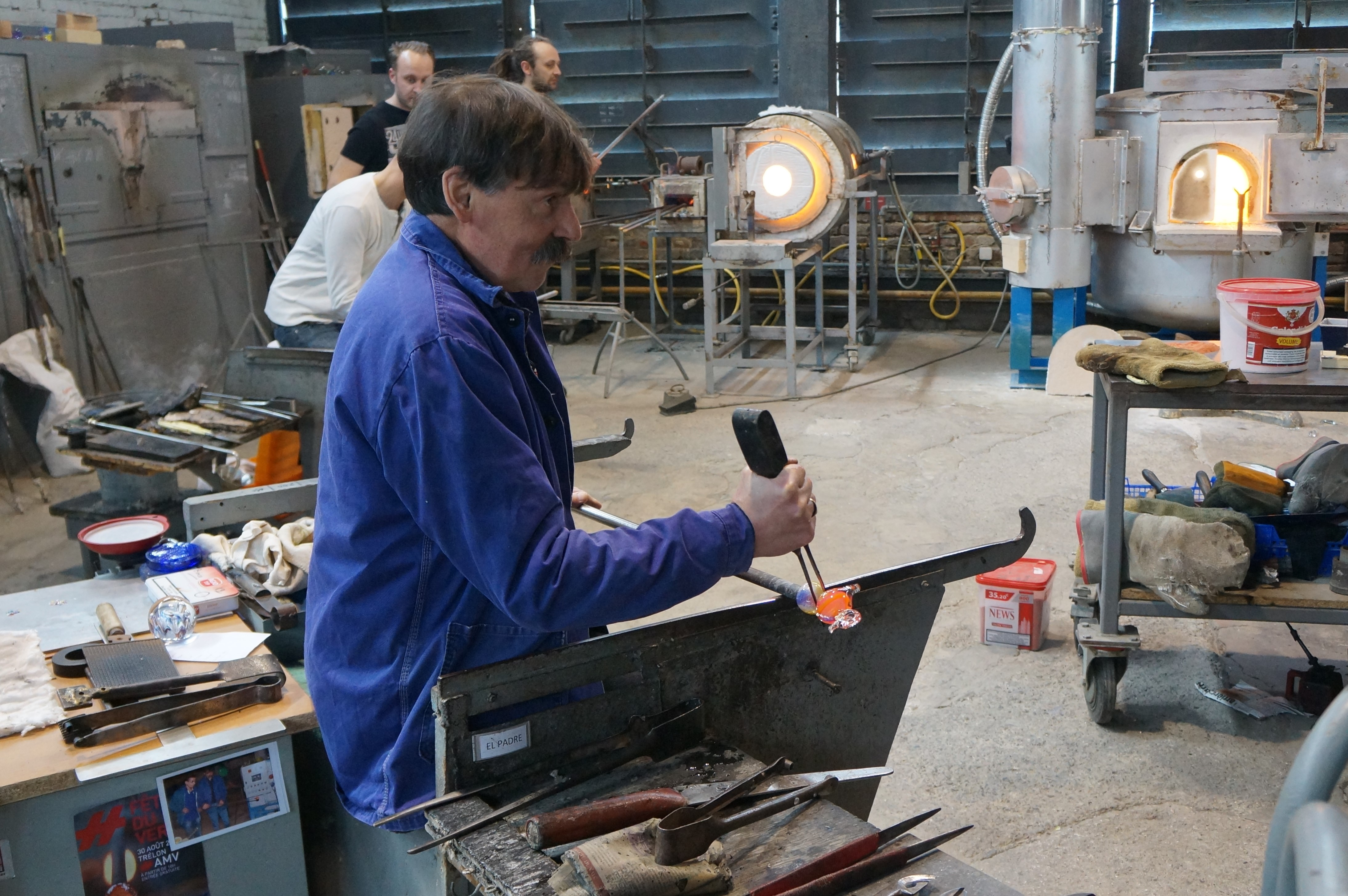
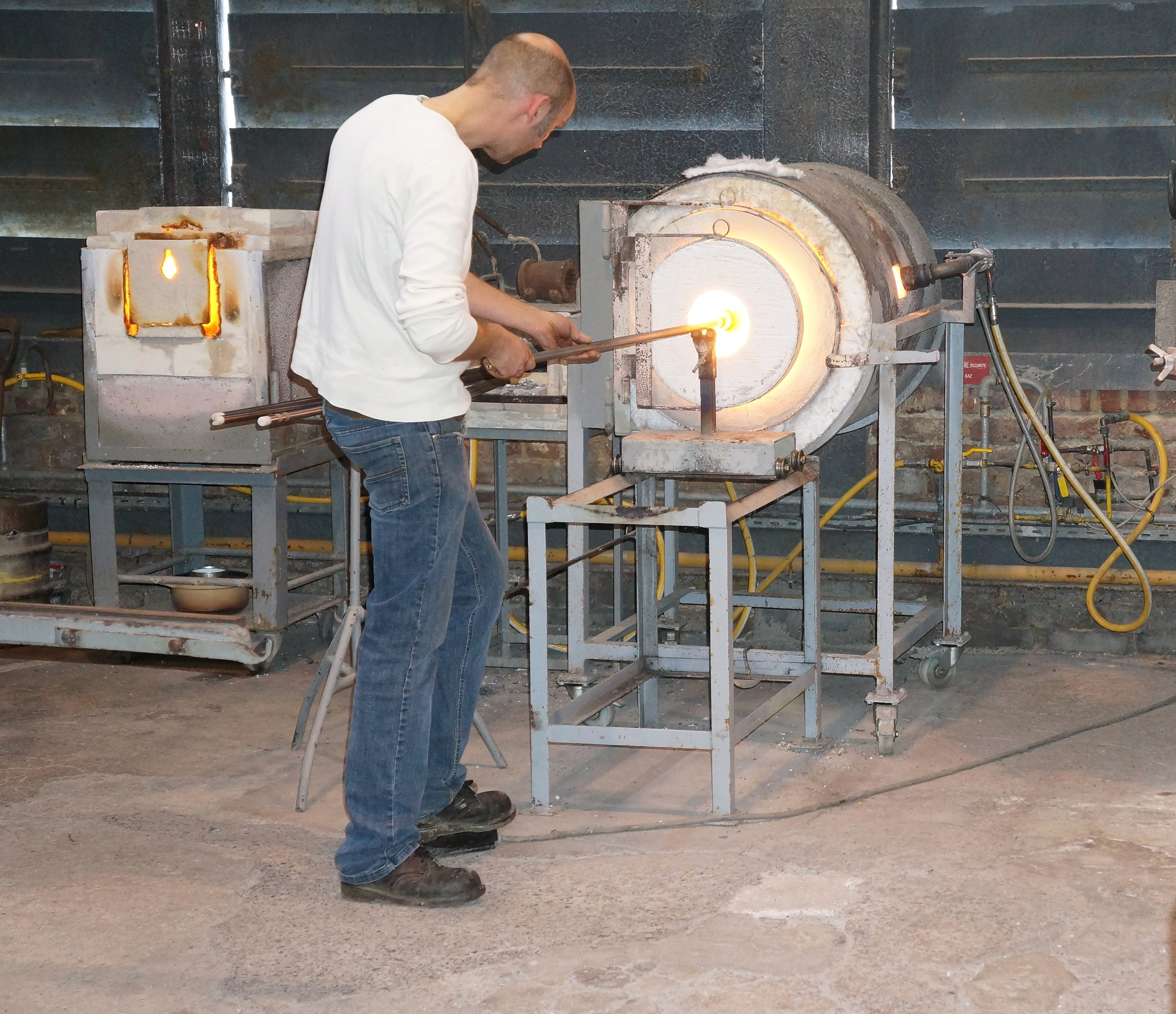

## Galerie

### Outils

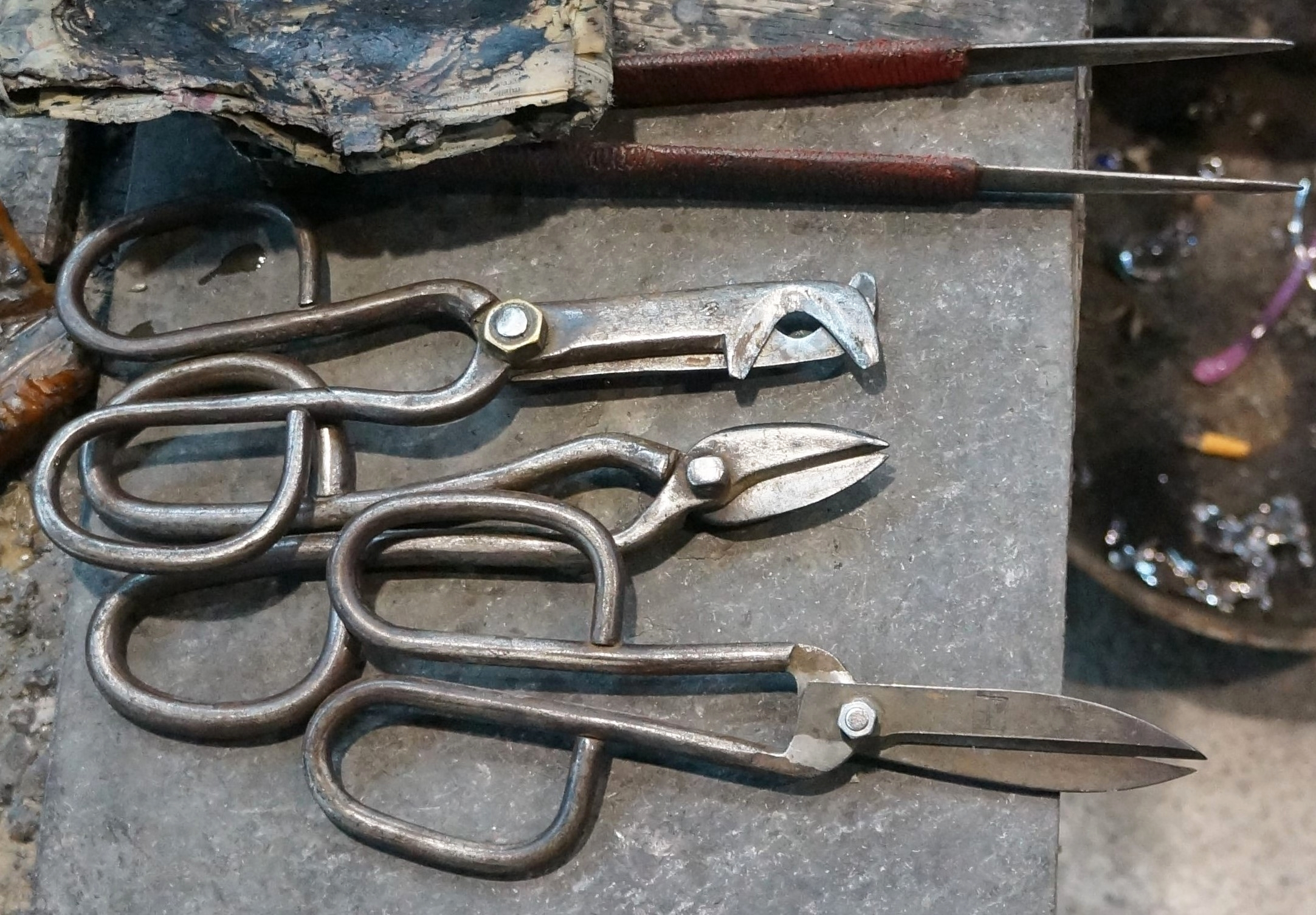
Pinces à anche.
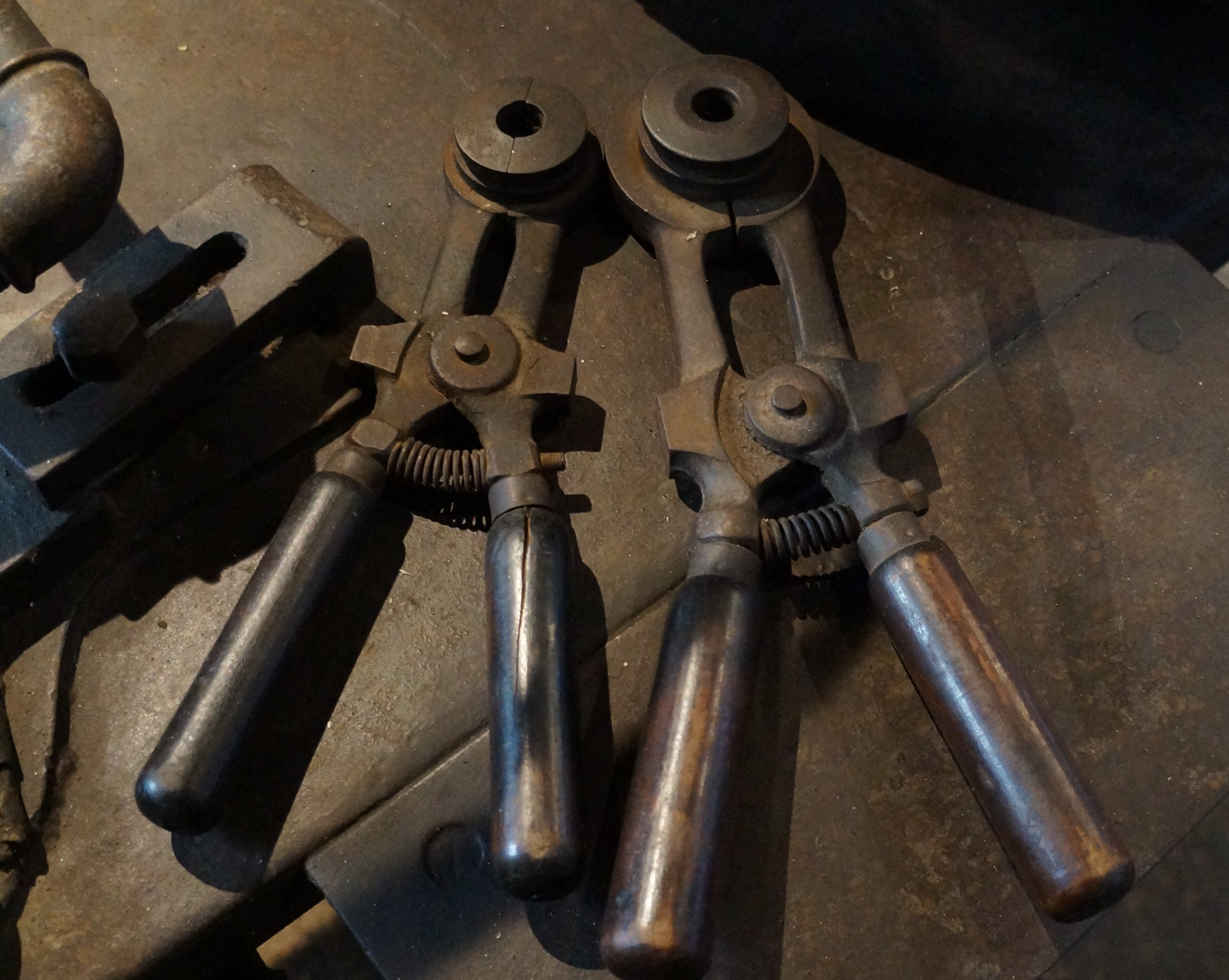
Pinces à paraison.
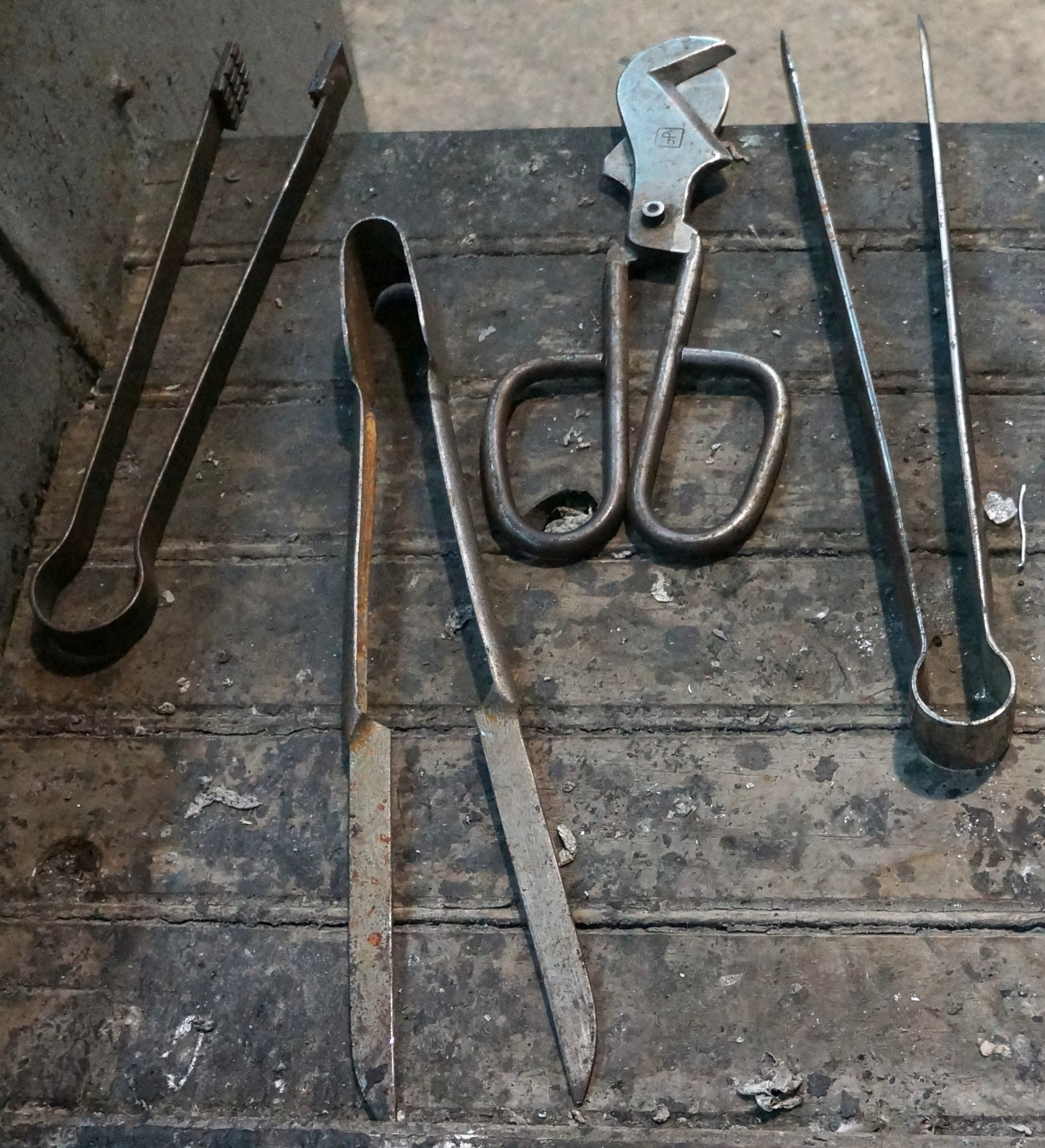
Divers outils.
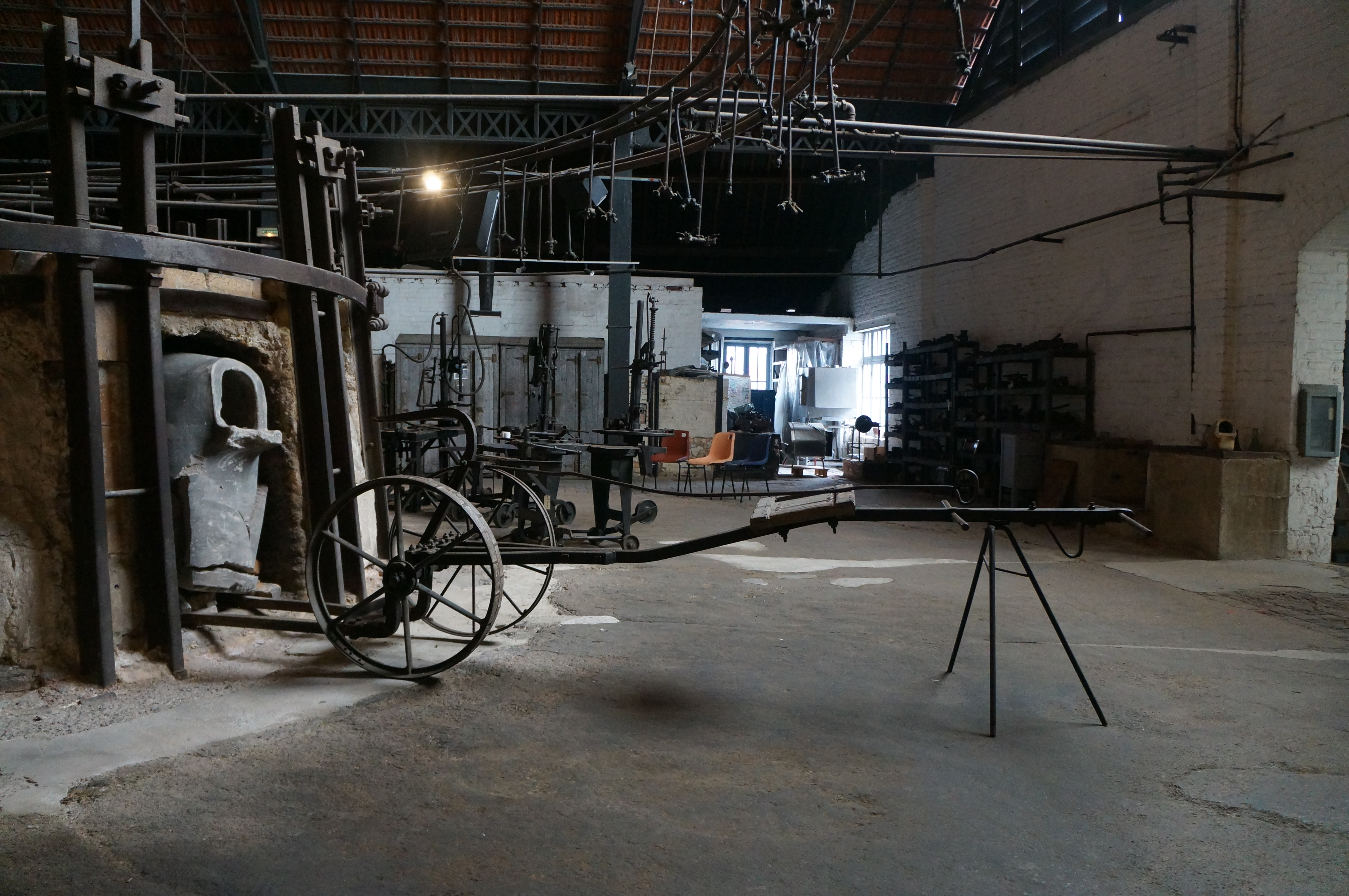
Le four du musée-atelier.

### Réalisations

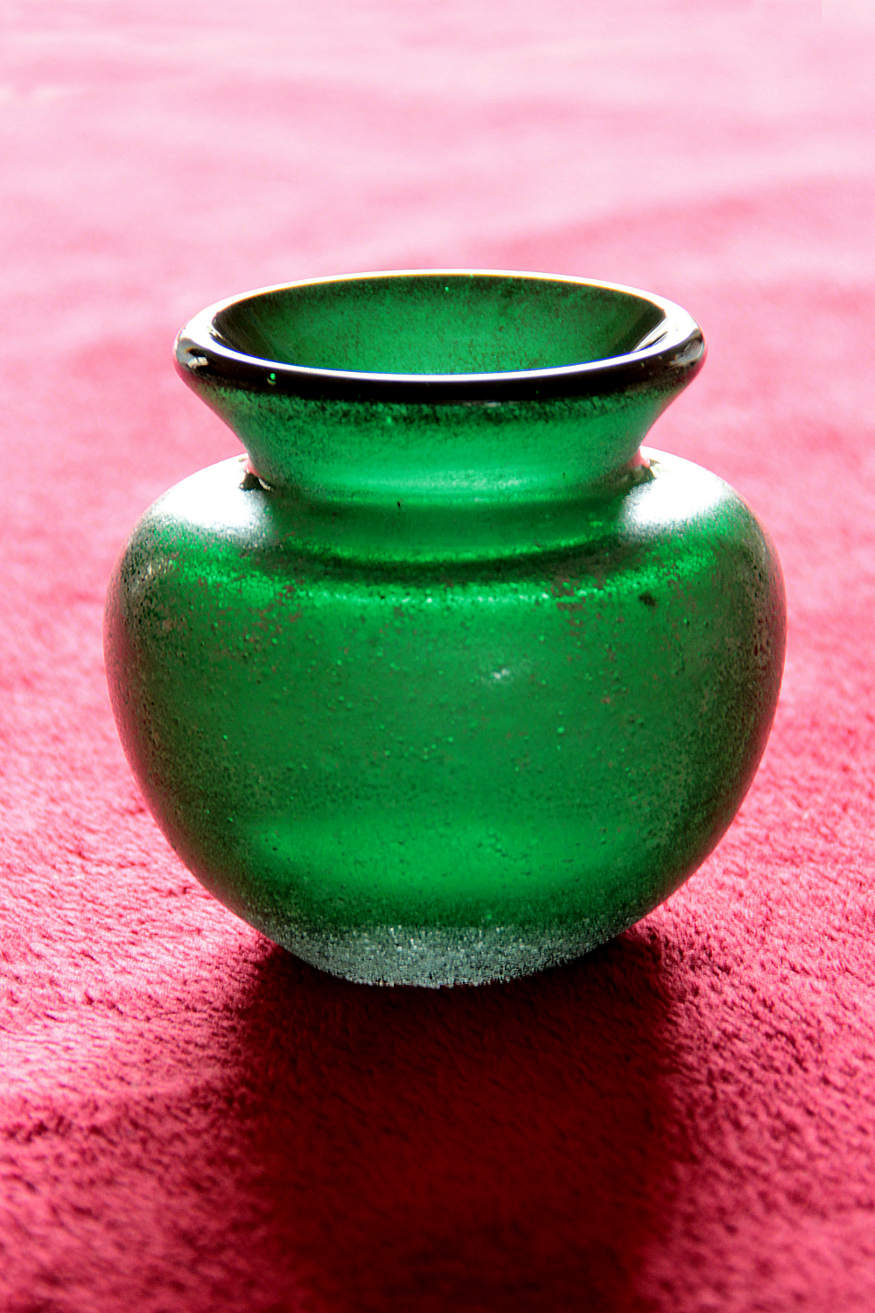
Vase signé Werner Garcia.
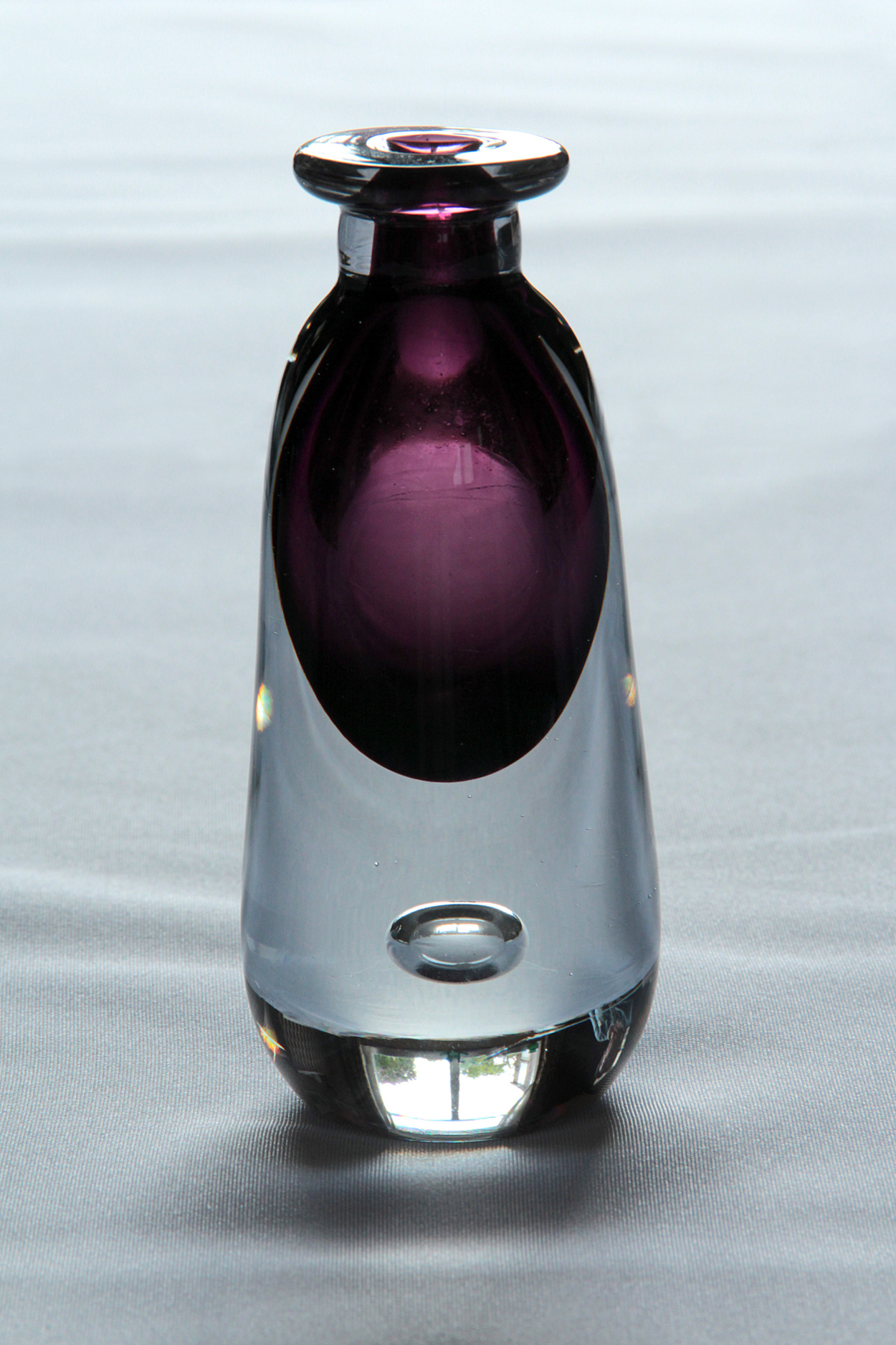
Vase signé W. Manner.